# Bosniska moskén i Örebro
Örebros bosniska moské är en moské på Karlslundsgatan i Örebro.
Moskén färdigställdes 2020 och tillhör Bosniska islamiska församlingen Örebro (bosniska: Bosanska Islamska Zajednica Örebro).